# Черето Ломелина
Черето Ломелина (итал. Ceretto Lomellina) је насеље у Италији у округу Павија, региону Ломбардија.
Према процени из 2011. у насељу је живело 180 становника. Насеље се налази на надморској висини од 111 м.

## Становништво
Према резултатима пописа становништва 2011. у општини је живело 205 становника.
| 1936. | 1951. | 1961. | 1971. | 1981. | 1991. | 2001. | 2011. |
| ----- | ----- | ----- | ----- | ----- | ----- | ----- | ----- |
| 636   | 631   | 480   | 371   | 270   | 237   | 211   | 205   |